# مورغانيلية
المورغانيلية (الاسم العلمي: Morganellaceae) هي فصيلة من البكتيريا تتبع رتبة المعويات من طائفة متقلبات غاما.

## الأجناس
- المورغانيلة
  - مورغانيلة مورغانية
  - مورغانيلة متحملة للبرد
  - المتقلبة
  - متقلبة هاوسرية
  - متقلبة رائعة
  - متقلبة بنرية
  - متقلبة شائعة
  - متقلبة المأكولات
  - متقلبة متبدلة
  - متقلبة مورغانية
  - متقلبة منتجة للعفن